# Арпашу де Сус (Сибињ)
Арпашу де Сус (рум. Arpașu de Sus) насеље је у Румунији у округу Сибињ у општини Арпашу де Жос. Oпштина се налази на надморској висини од 487 m.

## Становништво
Према подацима из 2002. године у насељу је живело 1285 становника, од којих су сви румунске националности.